# Coenosia praeacuta
Coenosia praeacuta är en tvåvingeart som beskrevs av Stein 1913. Coenosia praeacuta ingår i släktet Coenosia och familjen husflugor. Inga underarter finns listade i Catalogue of Life.